# Bugaj Dmeniński
Bugaj Dmeniński – przysiółek wsi Dmenin w Polsce, położony w województwie łódzkim, w powiecie radomszczańskim, w gminie Kodrąb, przy drodze krajowej nr 42.
W latach 1975–1998 przysiółek administracyjnie należał do województwa piotrkowskiego.